# Sepp Ferstl
Josef Ferstl detto Sepp  (Siegsdorf, 6 aprile 1954) è un ex sciatore alpino tedesco che gareggiò per la nazionale tedesca occidentale.

## Biografia
Specialista delle prove veloci originario di Vogling di Siegsdorf, Sepp Ferstl ottenne il primo piazzamento in Coppa del Mondo il 26 gennaio 1974 sulla Streif di Kitzbühel, giungendo 8º in discesa libera; poco dopo prese parte ai Mondiali di Sankt Moritz 1974, dove nella medesima specialità fu 11º. Ai XII Giochi olimpici invernali di Innsbruck 1976, sua prima partecipazione olimpica, si classificò 17º nella discesa libera, 28º nello slalom gigante e 20º nello slalom speciale; fu inoltre 9º nella combinata, disputata in sede olimpica ma valida solo ai fini dei Mondiali 1976.
In Coppa del Mondo conquistò il primo podio il 22 gennaio 1977 sulla pista Lauberhorn di Wengen, dove giunse 2º in discesa libera dietro all'austriaco Franz Klammer; un mese dopo, il 18 febbraio, ottenne il primo successo nella combinata di Sankt Anton am Arlberg. Il 21 gennaio 1978 vinse, a pari merito con l'austriaco Josef Walcher, la discesa più prestigiosa del Circo bianco, la Streif; si aggiudicò quindi la medaglia d'argento nella combinata ai Mondiali di Garmisch-Partenkirchen 1978, dove conseguì anche il 4º posto nella discesa libera.
Il 20 gennaio 1979, ancora a Kitzbühel in discesa libera, colse l'ultima vittoria di carriera in Coppa del Mondo, nonché ultimo podio. Il suo ultimo piazzamento di rilievo nel massimo circuito internazionale fu il 6º posto ottenuto nella combinata di Lenggries del 12 gennaio 1980; in seguito prese ancora parte ai suoi secondi e ultimi Giochi olimpici, Lake Placid 1980, dove fu 34º nello slalom gigante e 25º nello slalom speciale. È padre di Josef, a sua volta sciatore alpino.

## Palmarès

### Mondiali
- 1 medaglia:
  - 1 argento (combinata a Garmisch-Partenkirchen 1978)

### Coppa del Mondo
- Miglior piazzamento in classifica generale: 11º nel 1977
- 6 podi (4 in discesa libera, 2 in combinata):
  - 3 vittorie
  - 2 secondi posti
  - 1 terzo posto

#### Coppa del Mondo - vittorie
| Data            | Località               | Paese   | Specialità |
| --------------- | ---------------------- | ------- | ---------- |
| 6 febbraio 1977 | Sankt Anton am Arlberg | Austria | KB         |
| 21 gennaio 1978 | Kitzbühel              | Austria | DH         |
| 20 gennaio 1979 | Kitzbühel              | Austria | DH         |

Legenda:

DH = discesa libera

KB = combinata

### Campionati tedeschi
- 2 ori (discesa libera nel 1976; slalom gigante nel 1977)[2]